# Ateuchus opacipennis
Ateuchus opacipennis är en skalbaggsart som beskrevs av Antoine Boucomont 1928. Ateuchus opacipennis ingår i släktet Ateuchus och familjen bladhorningar. Inga underarter finns listade.